# Benjamin Sisko
Benjamin Lafayette Sisko és un personatge de ficció de la franquícia Star Trek interpretat per Avery Brooks. Va ser el personatge principal de la sèrie de televisió Star Trek: Deep Space Nine (DS9), que es va emetre originalment entre 1993 i 1999. El personatge també ha aparegut en diversos llibres, còmics i videojocs dins de la franquícia Star Trek.

## Història del personatge
Nascut el 2332 a Nova Orleans, Louisiana, Benjamin és fill de Joseph Sisko i una dona humana anomenada Sarah, que va ser posseïda per un profeta bajorà, per tal de concebre Benjamin. Sarah va desaparèixer poc després, quan el profeta va abandonar el seu cos, i va morir en un accident uns anys més tard. Joseph finalment va conèixer i es va casar amb una altra dona, que va criar Benjamin com si fos el seu fill. Benjamin no va ser conscient d'aquests esdeveniments fins ben entrada la seva edat adulta. A Sisko li encanta el beisbol, un esport que ha desaparegut en gran part al segle XXIV, però que es manté viu gràcies a un petit grup d'aficionats.
Sisko va entrar a l'Acadèmia de la Flota Estel·lar l'any 2350. Durant el seu segon any, va fer una tasca d'estudi de camp a la Base Estel·lar 137. Va conèixer una dona anomenada Jennifer Sisko a Babylon (Nova York), a Gilgo Beach, poc després de graduar-se a l'Acadèmia. Finalment, es van casar i van tenir un fill anomenat Jake Sisko]. Com a oficial de la Flota Estel·lar que ascendia de rang, Sisko va ser mentoritzat per Curzon Dax, un Trill unit a Star Trek que servia com a ambaixador a l'Imperi Klíngon.
L'any 2369, Sisko és assignat al sector bajorà per comandar Espai Profund 9 i ajudar Bajor a recuperar-se de la recentment conclosa ocupació cardassiana, guiant-los cap a una possible pertinença a la Federació Unida de Planetes. Durant la primera visita de Sisko a Bajor, laKai (líder espiritual de Bajor) Opaka Sulan el qualifica d' "Emissari dels Profetes" i li dóna una de les Orbes Bajoranes. Estudiant l'orbe i el fenomen estel·lar proper, Jadzia Dax troba un forat de cuc bajorà estable; l'altre extrem del qual es connecta al Quadrant Gamma. Sisko i Dax es troben amb les misterioses entitats que hi viuen, anomenades "Profetes" pels bajorans. Tot i que la majoria dels bajorans accepten immediatament Sisko com el seu líder espiritual més alt, això provoca conflictes amb el seu rol estàndard com a capità, la seva incomoditat personal amb això i els bajorans que es ressenten que l'emissari no sigui bajorà.
El Quadrant Gamma és la llar del Domini, un imperi agressiu i expansionista, que va conduir a la Guerra del Domini. Klíngons, romulans i fins i tot els cardassians finalment van unir forces amb la Federació contra ell. Sisko compleix el destí dels Profetes per a ell al final de la sèrie, "What You Leave Behind", enfrontant-se a Gul Dukat posseït pel Kosst Amojan. Sisko es llança a si mateix i a Dukat a l'abisme ardent de les Coves de Foc Bajoranes, i Sisko és arrossegat al pla d'existència dels Profetes per viure amb ells i aprendre d'ells. Sisko s'acomiada de la seva nova esposa, embarassada, Kasidy Yates, informant-la que, tot i que no sap quan, finalment tornarà amb ella.